# Rudolf Ströbinger
Rudolf Ströbinger (5. března 1931, Milíčovice – 1. prosince 2005, Hage, Německo) byl novinář, publicista a spisovatel.

## Život
Jeho otec byl za 2. světové války pravou rukou vedoucího NSDAP ve Valašském Meziříčí a arizátorem firmy Arnošta Knöppfelmachera. Nejprve byl odsouzen k 5 měsícům za zneužití školních dívek, po válce pak na doživotí za podíl na smrti několika lidí ve Valašském Meziříčí (později byl amnestován a v roce 1962 se přestěhoval do NDR).
Po absolvování Filozofické fakulty Univerzity Karlovy pracoval jako redaktor a zástupce šéfredaktora v Lidové demokracii, po srpnu 1968 emigroval do Německa, kde působil v československém vysílání Deutsche Welle a Rádia Svobodná Evropa a od začátku 80. let až do své smrti byl předsedou exilového PEN klubu německé jazykové oblasti.
Po listopadu 1989 zůstal v Německu, psal do řady českých deníků a spolupracoval s Českým rozhlasem 6 a rádiem Impuls. Byl autorem i dvou desítek knih literatury faktu; zajímal se především o nejnovější dějiny, zejména o zpravodajské zákulisí první a druhé světové války a historii protinacistického a protikomunistického odboje (Stopa vede k Renému, Mata Hari, Stalin stíná hlavy). 
Vladimír Černý ve své studii Partyzánský oddíl Olga uvádí, že Ströbingerova kniha Rudá zrada: Archivy odhalují pravdu o partyzánském hnutí (1998, původně vyšla v roce 1978 německy pod názvem Verrat in Rot) obsahuje mnohé nepřesnosti a nepodložené konstrukce a jeho knihu místo literatury faktu řadí do oblasti beletrie (např. že Olga Františáková měla být vdaná za německého vojáka, který padl v Polsku v roce 1939, a v témže roce se stát i konfidentkou gestapa, přičemž jí ale bylo v té době teprve 13 let).
Zemřel v severoněmeckém městě Hage, kde dlouhá léta žil.